# Campeonato Europeo de Atletismo en Pista Cubierta de 2002
El XXVII Campeonato Europeo de Atletismo en Pista Cubierta se celebró en Viena (Austria) entre el 1 y el 3 de marzo de 2002 bajo la organización de la Asociación Europea de Atletismo (AEA) y la Federación Austriaca de Atletismo.
Las competiciones se llevaron a cabo en el Pabellón Ferry Dusika. Participaron 565 atletas de 45 federaciones nacionales afiliadas a la AEA.

## Resultados

### Masculino
| Evento                    | Oro                                                                                        | Plata                                                                     | Bronce                                                                                   |
| ------------------------- | ------------------------------------------------------------------------------------------ | ------------------------------------------------------------------------- | ---------------------------------------------------------------------------------------- |
| 60 m (03.03)              | Jason Gardener Reino Unido 6,49 s                                                          | Mark Lewis-Francis Reino Unido 6,55 s                                     | Anatoli Dovgal · Ucrania · 6,62 s                                                        |
| 200 m (02.03)             | Marcin Urbaś · Polonia · 20,64                                                             | Christian Malcolm Reino Unido 20,65                                       | Robert Maćkowiak · Polonia · 20,77                                                       |
| 400 m (03.03)             | Marek Plawgo · Polonia · 45,39                                                             | Jimisola Laursen · Suecia · 45,59                                         | Ioan Vieru · Rumania · 46,17                                                             |
| 800 m (03.03)             | Paweł Czapiewski · Polonia · 1:44,78                                                       | André Bucher · Suiza · 1:44,93                                            | Antonio Reina · España · 1:45,25                                                         |
| 1500 m (02.03)            | Rui Silva Portugal 3:49,93                                                                 | Juan Higuero · España · 3:50,08                                           | Michael East Reino Unido 3:50,52                                                         |
| 3000 m (02.03)            | Alberto García · España · 7:43,89                                                          | Antonio Jiménez · España · 7:46,49                                        | Jesús España · España / · John Mayock · Reino Unido · 7:48,08                            |
| 60 m vallas (02.03)       | Colin Jackson Reino Unido 7,40                                                             | Elmar Lichtenegger · Austria · 7,44                                       | Staņislavs Olijars Letonia 7,50                                                          |
| Salto de altura (03.03)   | Staffan Strand · Suecia · 2,34 m                                                           | Stefan Holm · Suecia · 2,30 m                                             | Yaroslav Ribakov · Rusia · 2,30 m                                                        |
| Salto con pértiga (02.03) | Tim Lobinger · Alemania · 5,75                                                             | Patrik Kristiansson · Suecia · 5,75                                       | Lars Börgeling · Alemania · 5,75                                                         |
| Salto de longitud (02.03) | Raúl Fernández · España · 8,22                                                             | Yago Lamela · España · 8,17                                               | Petar Datchev Bulgaria 8,17                                                              |
| Salto triple (03.03)      | Christian Olsson · Suecia · 17,54                                                          | Marian Oprea · Rumania · 17,22                                            | Alexander Glavatski · Bielorrusia · 17,05                                                |
| Peso (02.03)              | Manuel Martínez · España ·                                                                 | Joachim Olsen Dinamarca                                                   | Pavel Chumachenko · Rusia ·                                                              |
| 4 × 400 m (03.03)         | Polonia · Marek Plawgo · Piotr Rysiukiewicz · Artur Gąsiewski · Robert Maćkowiak · 3:05,50 | Francia Marc Foucan Laurent Claudal Loic Lerogue Stéphane Diagana 3:06,42 | España · Carlos Meléndez · David Canal · Salvador Rodríguez · Alberto Martínez · 3:06,60 |
| Heptatlón (02.03)         | Roman Šebrle · República Checa · 6.280 pts.                                                | Tomáš Dvořák · República Checa · 6.165 pts.                               | Erki Nool Estonia 6.084 pts.                                                             |

### Femenino
| Evento                    | Oro                                                                                             | Plata                                                                                | Bronce                                                                                 |
| ------------------------- | ----------------------------------------------------------------------------------------------- | ------------------------------------------------------------------------------------ | -------------------------------------------------------------------------------------- |
| 60 m (03.03)              | Kim Gevaert · Bélgica · 7,16 s                                                                  | Marina Kislova · Rusia · 7,18 s                                                      | Georgia Kokloni · Grecia · 7,22 s                                                      |
| 200 m (02.03)             | Muriel Hurtis Francia 22,52                                                                     | Karin Mayr · Austria · 22,70                                                         | Gabi Rockmeier · Alemania · 23,05                                                      |
| 400 m (03.03)             | Natalia Antiuj · Rusia · 51,65                                                                  | Claudia Marx · Alemania · 52,15                                                      | Karen Shinkins Irlanda 52,17                                                           |
| 800 m (03.03)             | Jolanda Čeplak Eslovenia 1:55,82                                                                | Stephanie Graf · Austria · 1:55,85                                                   | Elisabeth Grousselle Francia 2:01,46                                                   |
| 1500 m (03.03)            | Ekaterina Puzanova · Rusia · 4:06,30                                                            | Elena Iagăr · Rumania · 4:06,90                                                      | Alesia Turova · Bielorrusia · 4:07,69                                                  |
| 3000 m (03.03)            | Marta Domínguez · España · 8:53,87                                                              | Carla Sacramento Portugal 8:53,96                                                    | Elena Zadorozhnaya · Rusia · 8:58,36                                                   |
| 60 m vallas (02.03)       | Linda Ferga Francia 7,96                                                                        | Kirsten Bolm · Alemania · 7,97                                                       | Patricia Girard Francia 7,98                                                           |
| Salto de altura (02.03)   | Marina Kuptsova · Rusia · 2,03 m                                                                | Dóra Győrffy · Hungría / · Kajsa Bergqvist · Suecia · 1,95 m                         |                                                                                        |
| Salto con pértiga (03.03) | Svetlana Feofanova · Rusia · 4,75                                                               | Yvonne Buschbaum · Alemania · 4,65                                                   | Monika Pyrek · Polonia · 4,60                                                          |
| Salto de longitud (01.03) | Niki Xánthou · Grecia · 6,74                                                                    | Olga Rubliova · Rusia · 6,74                                                         | Liudmila Galkina · Rusia · 6,68                                                        |
| Salto triple (02.03)      | Tereza Marinova Bulgaria 14,81                                                                  | Ashia Hansen Reino Unido 14,71                                                       | Elena Oleinikova · Rusia · 14,30                                                       |
| Peso (02.03)              | Vita Pavlish · Ucrania · 19,76                                                                  | Assunta Legnante · Italia · 18,60                                                    | Lieja Koeman · Países Bajos · 18,53                                                    |
| 4 × 400 m (03.03)         | Bielorrusia · Katarina Stankevich · Irina Chlustova · Hanna Kasak · Sviatlana Usovich · 3:32,24 | Polonia · Anna Pacholak · Aneta Lemiesz · Anna Zagórska · Grażyna Prokopek · 3:32,45 | Italia · Daniela Reina · Patrizia Spuri · Carla Barbarino · Danielle Perpoli · 3:36,49 |
| Pentatlón (01.03)         | Elena Projorova · Rusia · 4.622 pts.                                                            | Enezenaide Gomes Portugal 4.595 pts.                                                 | Carolina Klüft · Suecia · 4.535 pts.                                                   |

## Medallero
| Núm. | País            | Oro | Plata | Bronce | Total |
| ---- | --------------- | --- | ----- | ------ | ----- |
| 1    | Rusia           | 5   | 2     | 6      | 13    |
| 2    | España          | 4   | 3     | 3      | 10    |
| 3    | Polonia         | 4   | 1     | 2      | 7     |
| 4    | Suecia          | 2   | 4     | 1      | 7     |
| 5    | Reino Unido     | 2   | 3     | 2      | 7     |
| 6    | Francia         | 2   | 1     | 2      | 5     |
| 7    | Alemania        | 1   | 3     | 2      | 6     |
| 8    | Portugal        | 1   | 2     | 0      | 3     |
| 9    | República Checa | 1   | 1     | 0      | 2     |
| 10   | Bielorrusia     | 1   | 0     | 2      | 3     |
| 11   | Bulgaria        | 1   | 0     | 1      | 2     |
| 11   | Grecia          | 1   | 0     | 1      | 2     |
| 11   | Ucrania         | 1   | 0     | 1      | 2     |
| 14   | Bélgica         | 1   | 0     | 0      | 1     |
| 14   | Eslovenia       | 1   | 0     | 0      | 1     |
| 16   | Austria         | 0   | 3     | 0      | 3     |
| 17   | Rumania         | 0   | 2     | 1      | 3     |
| 18   | Italia          | 0   | 1     | 1      | 2     |
| 19   | Dinamarca       | 0   | 1     | 0      | 1     |
| 19   | Hungría         | 0   | 1     | 0      | 1     |
| 19   | Suiza           | 0   | 1     | 0      | 1     |
| 22   | Estonia         | 0   | 0     | 1      | 1     |
| 22   | Irlanda         | 0   | 0     | 1      | 1     |
| 22   | Países Bajos    | 0   | 0     | 1      | 1     |
|      | TOTAL           | 28  | 29    | 28     | 85    |